# Leyton (Metropolitano de Londres)
Estação Leyton é uma estação metroviária que pertence ao metropolitano de Londres. Localizada em Leyton, no borough londrino de Waltham Forest na Leyton High Road, adjacente à A12, a estação fica na Central line entre duas estações atribuídas a duas zonas tarifárias – Stratford e Leytonstone. Está na zona 3.

## Tarifação

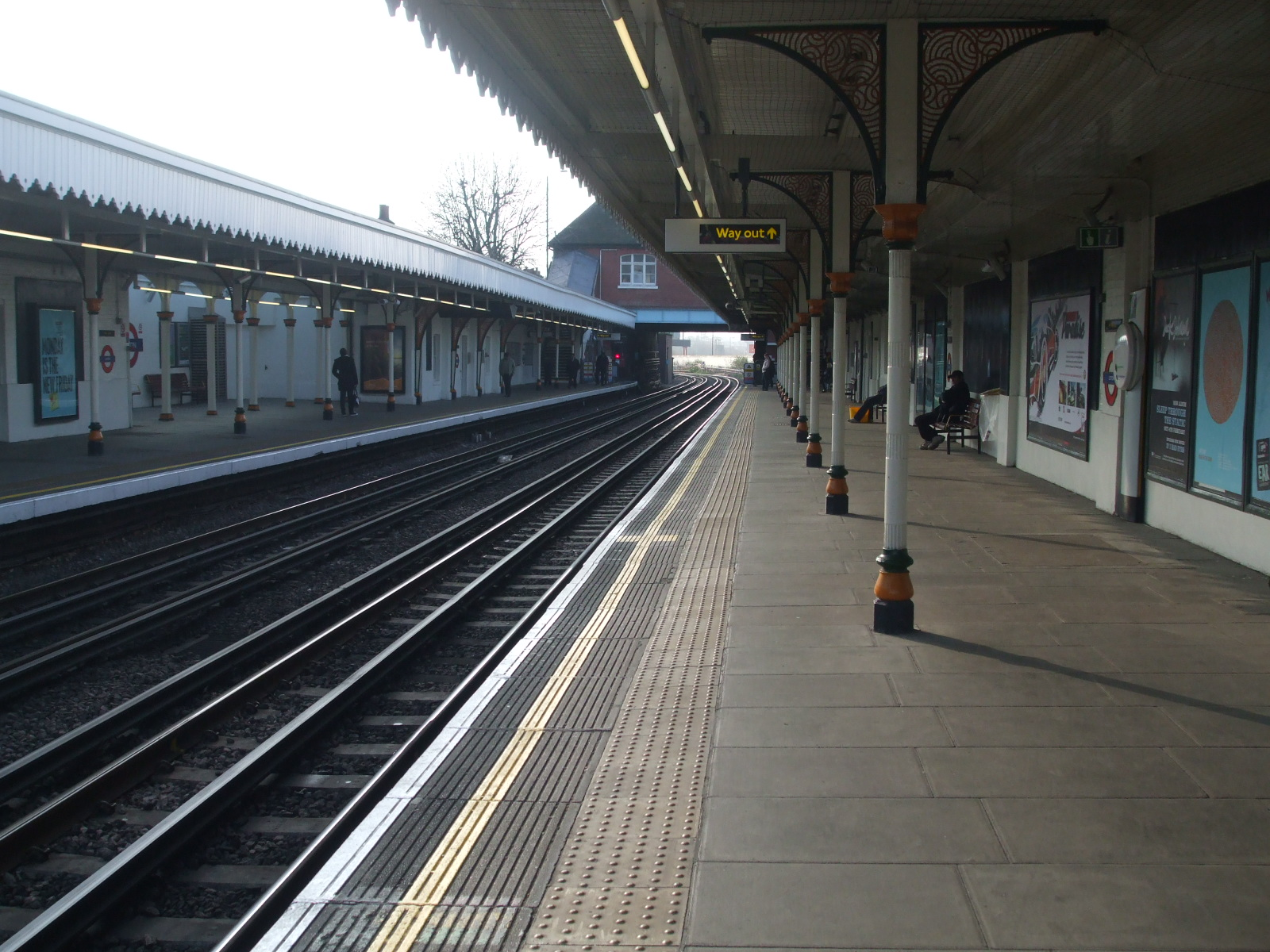
Plataformas de embarque e desembarque.

Está na zona tarifária Travelcard 3 na Leyton High Street e é servida pela Linha Central. Em 2014, 14,07 milhões de passageiros utilizaram esta estação servida pela Central Line.

## História
A linha férrea de Loughton Branch Junction (na linha Lea Valley entre Stratford e Lea Bridge) para Loughton foi construída pela Eastern Counties Railway, e inaugurada em 22 de agosto de 1856. Uma estação em Leyton foi inaugurada no mesmo dia, e foi originalmente chamado Low Leyton. Foi renomeado Leyton em 27 de novembro de 1867 pela Great Eastern Railway. uma ponte, embora algumas alterações tenham sido feitas em conexão com a transferência da estação da London & North Eastern Railway para o metrô de Londres como parte das extensões leste da Central Line.
Quando a linha Central (então conhecida como Central London Railway) foi absorvida sob a administração do London Passenger Transport Board em 1933, foram desenvolvidos planos para grandes expansões da linha. A estação foi a primeira a ser construída. servido pela linha Central em 5 de maio de 1947, como parte da extensão da linha para Leytonstone.
Na década de 1990, a bilheteria e a entrada norte – datadas de 1901 – foram removidas como parte da polêmica extensão da M11 (agora A12) que foi construída ao lado da estação. Em meados dos anos 2000, a estação foi totalmente reformada como parte da PPP do metrô de Londres.